# Сергей Суровикин
Сергей Владимирович Суровикин (на руски: Серге́й Влади́мирович Сурови́кин) е руски армейски генерал, главнокомандващ въздушно-космическите сили на Русия в периода 31 октомври 2017 – 23 август 2023 г. и началник на Обединената система за противовъздушна отбрана на ОНД от септември 2023 г.
Той ръководи всички руски войски по време на руското нападение над Украйна от октомври 2022 г. до януари 2023 г. и е заместник-командир до август 2023 г., преди да бъде уволнен от Владимир Путин поради предполагаемото му участие в бунта на ЧВК „Вагнер“.
По време на Августовския пуч през 1991 г. Суровикин командва отряд, който убива трима демонстранти, поради което е задържан за няколко месеца, но не е осъден. Изиграва важна роля в създаването на Главното управление на военната полиция на Русия в рамките на руската армия. Командва Източния военен окръг в периода 2013 – 2017 г., а през 2017 г. командва група руски войски в Сирия, като на него се приписва заслугата за обръщането на хода на войната там в полза на сирийския президент Башар Асад.
По време на руското нападение над Украйна Суровикин първоначално е командир на южните военни формирования. На 8 октомври 2022 г. е назначен за главнокомандващ на всички руски войски в Украйна, но е понижен на заместник-коамндир и заменен от Валерий Герасимов през януари 2023 г. На 10 септември 2023 г. Суровикин е избран за началник на Обединената система за противовъздушна отбрана на OНД.